# گرگوری مایکل
گرگوری مایکل (انگلیسی: Gregory Michael؛ زادهٔ ۳۰ مهٔ ۱۹۸۱) یک هنرپیشه اهل ایالات متحده آمریکا است. وی از سال ۲۰۰۲ میلادی تاکنون مشغول فعالیت بوده‌است.